# 리엄 밀러
리엄 윌리엄 피터 밀러(영어: Liam William Peter Miller, 1981년 2월 13일 ~ 2018년 2월 9일)는 아일랜드의 축구 선수였으며 포지션은 미드필더이다. 췌장암 투병 중 2018년 2월 9일 36세의 나이로 숨졌다.

## 축구인 경력

### 선수 경력
1997년 셀틱 FC에 입단하였고 1999-2000 시즌 막바지였던 2000년 5월 21일 던디 유나이티드와의 경기에서 1군 경기 데뷔전을 치렀다. 2000-01 시즌 UEFA컵 경기에 출전하며 유럽 대항전 무대에도 처음 모습을 드러냈으나 리그 경기엔 한 경기도 출전하지 못하였다. 2001-02 시즌 덴마크의 AGF 오르후스로 임대 이적하여 18경기에 출전하며 경기 출전 경험을 쌓았고 2003-04 시즌부터 주전으로 출전하기 시작하였다. 셀틱에서 주전으로 활약하기 시작한 지 1시즌 만에 맨체스터 유나이티드의 구애를 받았고 2004년 7월 1일 맨유에 합류하였다.
맨유에 합류한지 1개월 만인 8월 26일 크루 알렉산드라와의 리그컵 경기에서 데뷔골을 기록하였다. 하지만 리즈에 한 시즌 간 임대 이적하여 활약하고 복귀한 후에도 주전 출전 기회를 부여받지 못하자 이적을 모색하였고 2006년 8월 31일 맨유에서의 팀 동료였던 로이 킨이 감독으로 부임한 선덜랜드로의 이적에 합의하였다. 선덜랜드에서 2시즌 간 리그 54경기에 출전하여 3골을 기록하는 준수한 활약을 펼쳤으나 경기장 내외에서의 해이한 태도가 도마 위에 올랐고 결국 2008년 2월 이적 명단에 오르게 되었다.
메이저 리그 사커의 토론토 FC로의 이적설이 거론되었으나 퀸즈 파크 레인저스와 1년 계약을 체결하였다. 하지만 6개월 만에 팀을 떠나게 되었고 2009년 9월 하이버니언으로 이적하였다. 이적 후 좋은 활약을 펼쳐 보이며 같은 해 10월 이 달의 스코틀랜드 프리미어리그 선수로 선정되었기도 하였으나 감독 교체 후 주전 경쟁에서 밀려났고 2011년 3월 팀을 떠나게 되었다.
2011년 6월 3일 A리그의 퍼스 글로리에 입단하였다.

### 국가대표 경력
2004년 3월 31일 체코와의 A매치 경기에 출전하여 대표팀 데뷔전을 치렀다. 2006년 3월 1일 스웨덴과의 경기에선 A매치 첫 골을 기록하였다.